# Konståkning vid olympiska sommarspelen 1908 – Paråkning
- Hölls 29 oktober 1908 i Prince's Skating Club Montpelier Square.

Det var sex deltagare från två nationer.

## Medaljer
| Gren | Guld                              | Silver                                 | Brons                         |
| Par  | (GER) Anna Hübler Heinrich Burger | (GBR) Phyllis Johnson James H. Johnson | (GBR) Madge Syers Edgar Syers |

## Resultat
| Plats | Utövare                          | Land           | Stilpoäng |
| ----- | -------------------------------- | -------------- | --------- |
| 1     | Heinrich Burger Anna Hübler      | Tyskland       | 11,20     |
| 2     | James H. Johnson Phyllis Johnson | Storbritannien | 10,30     |
| 3     | Edgar Syers Madge Syers          | Storbritannien | 9,60      |

Huvuddomare:
- Herbert G. Fowler

Domare:
- Harry D. Faith
- Horatio Torromé
- Gustav Hügel
- Georg Sanders
- Hermann Wendt